# Matjaž Zupan
Matjaž Zupan (* 27. September 1966 in Kranj) ist ein slowenischer Skisprungtrainer und ehemaliger Skispringer.
Zupan arbeitete zunächst als Assistenztrainer unter Heinz Koch für die österreichische Nationalmannschaft, von 1999 bis 2006 war er Trainer der slowenischen Skisprung-Nationalmannschaft. Seit 2006 arbeitet er für verschiedene andere Mannschaften als Trainer, aktuell ist er Cheftrainer der bulgarischen Skisprungnationalmannschaft. Zupan war 20 Jahre Skispringer und erreichte im Weltcup neben einem 2. Platz beim Skifliegen in Planica (1988) mit der jugoslawischen Mannschaft auch Platz 2 im Team bei den Olympischen Spielen in Calgary.

## Trainer-Erfolge
Als Trainer erreichte er mit der slowenischen Mannschaft regelmäßig gute Platzierungen, wie in der Saison 2004/05 die Silbermedaille bei der Nordischen Ski-WM in Oberstdorf auf der Normalschanze. Höhepunkte waren beispielsweise die Erfolge von Peter Žonta in der Saison 2003/04 (Platz 3 in der Vierschanzentournee, Top-10-Platzierung im Gesamtweltcup) oder der Weltmeistertitel für Rok Benkovič 2005 in Oberstdorf (Normalschanze). Zupan trat nach der Saison 2005/06 als Cheftrainer der slowenischen Mannschaft zurück, sein Nachfolger wurde Vasja Bajc. Zupan betreute zwei Jahre den tschechischen B-Kader, bis im April 2008 bekannt wurde, dass er Bajcs Nachfolger Ari-Pekka Nikkola als Cheftrainer in Slowenien ablösen soll.
Zur Saison 2011/12 übernahm Zupan das französische Team als Cheftrainer und verlängerte im April 2012 seinen Vertrag in Frankreich bis 2014. 2014 übernahm er gemeinsam mit David Jiroutek die russische Nationalmannschaft.
Im Oktober 2017 übernahm Zupan den Posten des bulgarischen Cheftrainers von Alexander Pointner, um die Mannschaft auf die Olympischen Winterspiele 2018 vorzubereiten.